# لیتیتش
لیتیتش (به چکی: Litíč) یک منطقهٔ مسکونی در جمهوری چک است که در منطقه تروتنوف واقع شده‌است.